# Äktenskapsbalken
Äktenskapsbalken är en svensk lag som reglerar äktenskap. Äktenskapsbalken består av fyra avdelningar: Första avdelningen, Allmänna bestämmelser. Andra avdelningen, Äktenskaps ingående och upplösning. Tredje avdelningen, Makars ekonomiska förhållanden. Fjärde avdelningen, Rättegångsbestämmelser. Efter beslut av Riksdagen den 1 april 2009 trädde en ny äktenskapslagstiftning i kraft den 1 maj 2009, vilken gjorde äktenskapet könsneutralt, så att även homosexuella kan ingå äktenskap.